# Квазідержава
Квазідержава (англ. quasi-state, дос. «майже держава», від лат. quasi — «немов, майже») — термін, яким різні науковці позначають різні поняття. Об'єднує їх лише те, що якийсь із аспектів держави чи державності оцінюється як недостатньо виражений чи функціонуючий:
- початковий сенс 80-х: суверенні держави, що мають всі атрибути державності і міжнародне визнання, але чиї державні інститути настільки слабкі і нерозвинуті, що суверенітет не має змісту: він не створює для своїх громадян вигод.

- у деяких джерелах: сутності (політії) з багатьма, але не всіма критеріями державності, такі як Святий Престол та Суверенний Орден Мальти.
- російські джерела 90-х: соціокультурна спільнота, яка мала низку передумов для створення власної держави, але не змогла реалізувати ці можливості.
- українські джерела 2010-х: позначаються невизнані держави.

## Історія виникнення
Термін був запроваджений у 80-х американським правником Робертом Джексоном. Цим словом науковець позначав країни третього світу, колишні колонії і протекторати, які стали незалежними внаслідок розпаду колоніальних імперій після Другої світової війни і постали перед труднощами в процесі державного будівництва. Ці країни були формально зрівняні у правах з розвинутими країнами й отримали право називатися суверенними. На відміну від розвинутих країн, суверенітет та державні інститути яких забезпечують вигоди для їх громадян, суверенітет квазідержав таких вигод практично не створює. Науковець стверджував, що не зважаючи на набуту формальну рівність, емпірично ці групи держав глибоко нерівні за своєю суттю, і подібний розрив залишатиметься вічно.
У роботі Гедлі Булла та Адама Уотсона The Expansion of International Society 1984 року термін квазідержави визначається винятково для опису міжнародних відносин, але не як термін міжнародного права. Науковці вживали термін стосовно колишніх колоній, що хоч і задовольняли критеріям державності, проте мали брак політичної волі, інституціональної влади та організованої сили для захисту прав людини та забезпечення соціоекономічного добробуту.
У 1994 році російські науковці П. Лукічов і А. Скорик запровадили концепт квазідержавності, яким описали низку умов та обставин, що призвели до нестворення козацької держави на Дону в різні періоди історії. За їх визначенням, квазідержавність є типом владних відносин, що виникає за відсутності чи недостатності історичного досвіду бюрократичного функціонування державних органів, за наявності патріархальності соціальної організації, аморфності соціокультурного простору, відсутності загальногромадянської самоідентифікації, нерозвинутості права та правосвідомості, авторитарності політичних відносин, а також такого фактору, як поява цього політичного утворення лише з міркувань географічної зручності.
Після початку російсько-української війни 2014 року деякі українські джерела вживали термін «квазідержава» на позначення невизнаної держави. Це вживали Василенко, Шапошніков.

## Інші значення
Словники Parry & Grant та Oxford Reference наводять також вжиток терміна «квазідержава» як опис державного утворення, що відповідає багатьом, але не всім критеріям державності, яке, однак, має певну міру міжнародного визнання. У якості прикладів подібних квазідержав наводяться Святий Престол та Суверенний Орден Мальти.